# Hans Kamecke
Hans Kamecke (18 août 1890 à Halberstadt - 16 octobre 1943 à Kolpen en Russie), est un Generalleutnant allemand au sein de la Heer dans la Wehrmacht pendant la Seconde Guerre mondiale.
Il a été récipiendaire de la Croix de chevalier de la Croix de fer. Cette décoration est attribuée en reconnaissance d'un acte d'une extrême bravoure ou d'un succès de commandement important du point de vue militaire.

## Biographie
Hans Kamecke est tué le 16 octobre 1943 près de Kolpen en Russie. Le 27 octobre 1943, il est décoré à titre posthume de la Croix de chevalier de la Croix de fer.

## Décorations
- Croix de fer (1914)
  - 2e Classe
  - 1re Classe
- Croix d'honneur
- Médaille du Mur de l'Ouest
- Agrafe de la Croix de fer (1939)
  - 2e Classe (23 janvier 1940)
  - 1re Classe (11 juin 1940)
- Insigne des blessés (1939)
  - en Noir (17 mars 1942)
  - en Argent
- Médaille du Front de l'Est (18 juillet 1942)
- Croix allemande en Or le (1er décembre 1941)
- Croix de chevalier de la Croix de fer
  - Croix de chevalier le 27 octobre 1943 en tant que Generalleutnant et commandant de la 137. Infanterie-Division[1]